# Тиха правда Модеста Левицького
«Тиха правда Модеста Левицького» — повість українського письменника Івана Корсака, опублікована у 2009 році київським видавництвом «Ярославів Вал».
Повість Івана Корсака про людину високої долі: лікар, який лікував також Лесю Українку і Олену Пчілку, класик української літератури, державний діяч, член Центральної Ради, міністр охорони здоров'я УНР в екзилі. А ще високоосвічений педагог, автор граматики української мови, науково-популярних творів із медицини.
В повісті йдеться про многотрудні життєві шляхи Модеста Левицького, який належав до істинно подвижницької української інтелігенції. Як радник посла УНР в Греції, а згодом посол, Модест Пилипович в надзвичайно складних умовах відстоював український інтерес. Згодом викладав в Українській господарській академії в Подебрадах поряд з Є. Чикаленком, В. Доманицьким, О.-І. Бочковським, І. Шовгенівим, С. Тимошенком, В. Тимошенком та іншими визначними науковцями.
Модест Левицький ввійшов у літературу як блискучий новеліст. Він також переклав українською велику кількість творів світової класики. На жаль, як зазначається в повісті Івана Корсака, переклади М.Левицького розгубилися з часом. Він мріяв видати семитомник своїх творів, та за життя світ побачив лиш перший том.
Окремої мови вартує праця Модеста Левицького в Українській гімназії в Луцьку, переклади богослужбової літератури, праця як громадського діяча в зденаціоналізованому краї, який через роки став місцем заснування Повстанської армії.
Тиха правда Модеста Левицького — так назвала його літературну творчість Олена Пчілка.